# Clay (Nueva York)
Clay es un pueblo ubicado en el condado de Onondaga en el estado estadounidense de Nueva York. En el año 2000 tenía una población de 58,805 habitantes y una densidad poblacional de 473 personas por km².

## Geografía
Clay se encuentra ubicado en las coordenadas 43°9′2″N 76°1′39″O / 43.15056, -76.02750.

## Demografía
Según la Oficina del Censo en 2000 los ingresos medios por hogar en la localidad eran de $50,412 y los ingresos medios por familia eran $57,493. Los hombres tenían unos ingresos medios de $40,387 frente a los $27,996 para las mujeres. La renta per cápita para la localidad era de $22,011. Alrededor del 5.7% de la población estaban por debajo del umbral de pobreza.